# Hopkinton (New Hampshire)
Pour les articles homonymes, voir Hopkinton.
Hopkinton est une ville des États-Unis située dans le comté de Merrimack, dans l'État du New Hampshire.

## Population
La population était de 5 914 personnes au recensement de 2020.

## Géographie
La ville est subdivisée en trois communautés distinctes : 
- Hopkinton Village, principalement une zone résidentielle dans le centre de la ville ;
- Contoocook, centre d'affaires de la ville, situé dans le nord ;
- West Hopkinton (en), dans la partie plus agricole de la ville.

## Personnalités liées
- Rose Flanders Bascom, dompteuse née à Contoocook